# Caravançará de Oremburgo
O Caravançará de Oremburgo (em basquir:  Каруанһарай) é um complexo histórico e arquitectónico de Oremburgo, com uma mesquita, monumentos culturais do Basquires. O edifício está situado na Park Avenue n.º 6 em Oremburgo.
Foi construído entre 1837-1846 com base de doações voluntárias com o principal propósito de alojar o escritório do comandante do exército basquir-meseriaque e os hotéis para os basquires que chegaram a Oremburgo «os que vêm a Oremburgo sozinhos e ao serviço dos basquires e Misharis não têm nenhum refúgio na cidade», e uma oficina e uma escola para os basquires. O complexo histórico e arquitectónico está formado pela Casa do Povo Basquir e uma mesquita. O desenho original do arquiteto Aleksandr Briulov foi realizado como estilo do povo tradicional dos basquires: o elemento central dominante do conjunto foi uma mesquita octogonal reproduzindo um yurt tradicional. O edifício recebeu o Colégio Pedagógico Basquir (1920-1924) de Oremburgo.

## Construção

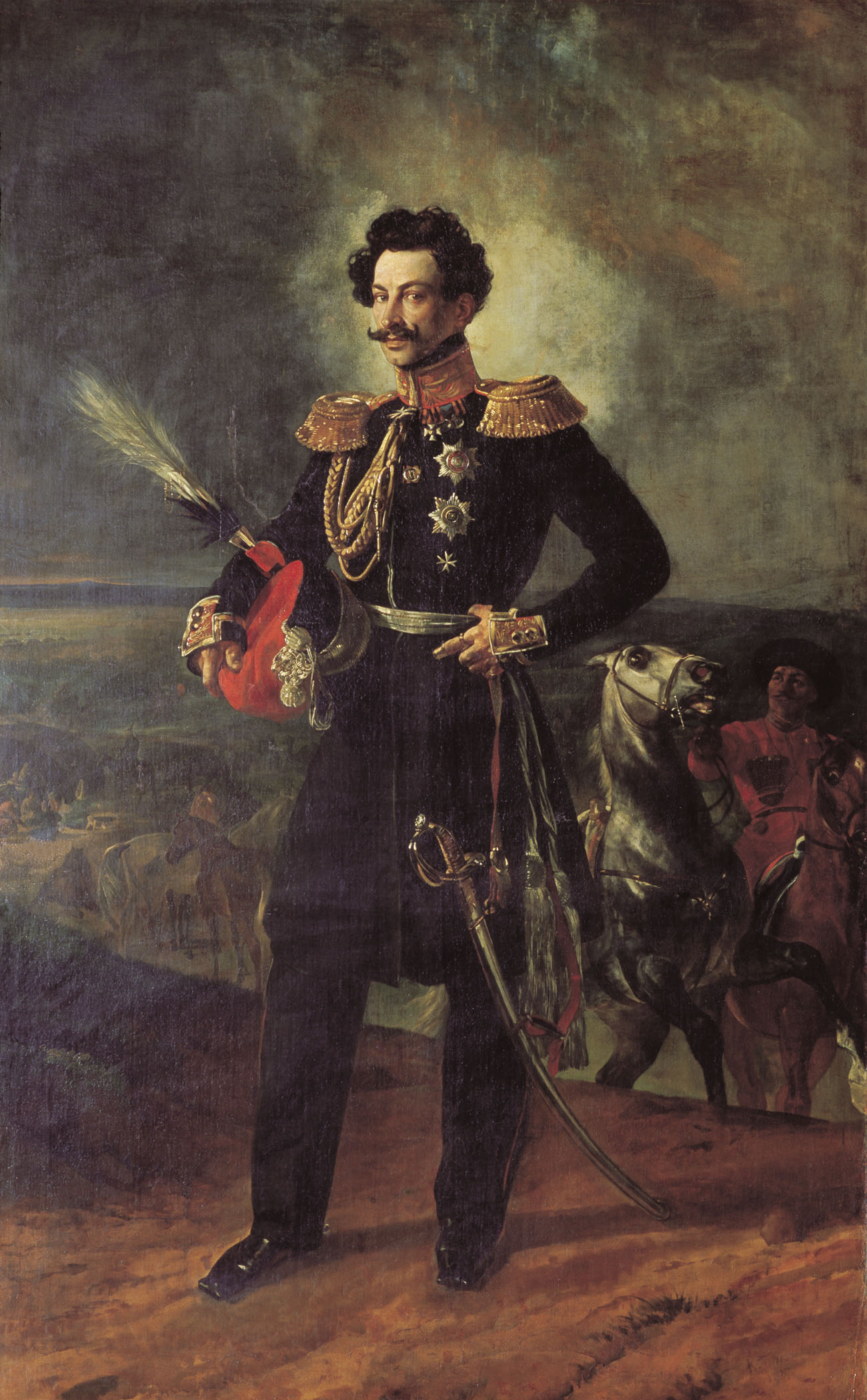
Vasily Perovsky, em 1833-1842, governador militar de Oremburgo.

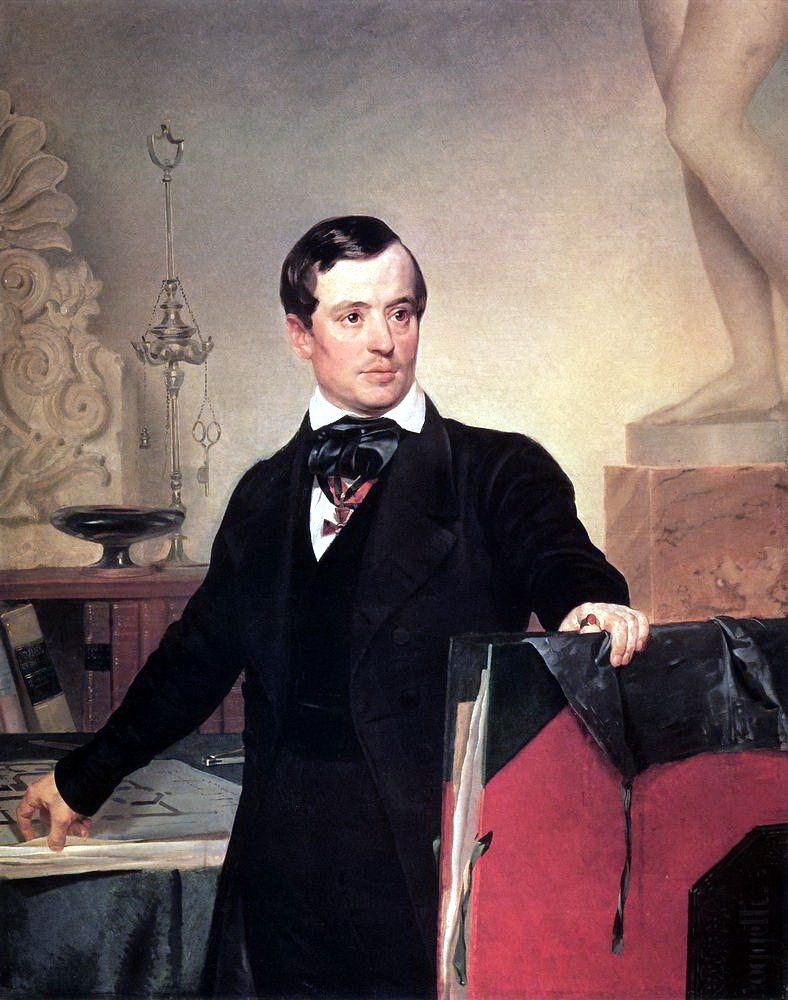
O arquiteto Aleksandr Briulov.

Na primeira metade do século XIX, o comando do Corpo Separado de Oremburgo, que incluía ao exército Basquir-Mescheriaque, o exército cossaco de Oremburgo, o exército Stavropol Kalmik e o exército cossaco dos Urales. Como resultado, os chefes dos cantones e outros servidores públicos com frequência vinham a Oremburgo por assuntos oficiais. Ademais, um pequeno contingente de tropas irregulares chegava anualmente à cidade. No entanto, desde 1822, seus residentes estavam isentos do serviço regular, o que fazia quase impossível proporcionar aos visitantes alojamento relevante. Para resolver parte deste problema, o governador militar de Oremburgo, V. A. Perovski decidiu construir um lugar especial. Em seu discurso aos chefes dos cantões basquir e mescheriques o 20 de abril de 1836, assinalou que «os que vêm a Oremburgo sozinhos e ao serviço dos basquires e Misharis não têm nenhum refúgio na cidade» e os alentou a fazer doações para a construção de uma «posada ou Caravançará».
Oremburgo na primeira metade do século XIX era um grande shopping asiático-russo, pelo que era importante que o complexo de edifícios propostos para a construção não causasse nenhuma associação negativa entre os visitantes, sinal que tivesse o habitual para sua percepção em contornos externos familiares. Isto predeterminou os requisitos para a construção. Os desenhistas tiveram que desenhar. «... uma casa para o escritório militar do exército basquir, uma mesquita com um minarete, uma sala para oficiais basquires e faixas inferiores que vêm a Oremburgo e outros locais. Todos estes edifícios de pedra, e seu propósito nos faz desejar que a arquitetura exterior seja o mais próxima possível ao gosto asiático».
Originalmente pretendia-se colocar o complexo na fortaleza. Ao mesmo tempo, os quartéis para os Basquires e Meshcheriaks que chegavam ao local devem ter alojado até 20 servidores públicos, com dois ou mais pessoas em cada habitação, e para as camadas inferiores dever-se-iam ter organizado uma ou duas salas grandes, com capacidade até 100 pessoas. Nestas instalações deve ter tido uma cozinha comum. 
No outono de 1836, a preparação dos projectos foi encomendada a dois arquitetos: M.P. Korinfski e A.P. Briulov. Dos projectos propostos, o projecto de M.P. Korinfski foi recusado, já que, segundo o governador, a aparência do complexo proposto pelo arquitecto não coincidia com seu propósito. O projecto de A.P. Briulov foi aprovado em 19 de janeiro de 1837.
Com a participação ativa dos Basquires, foi arrecadado o dinheiro e o complexo construído. A fabricação de materiais de construção, seu transporte e todos os demais trabalhos também foram realizados pelos basquires. Em certos períodos, mais de mil pessoas com cavalos participaram no trabalho. Na revista  Rúskaya stariná de 1896 diz-se que todos os edifícios foram construídos por basquires designados por regimientos e cantones: «As madeiras necessárias para os edifícios foram transportadas em balsas trazidas de Bashkiria ao longo do rio Sakmara pelos basquires. A pedra e a cal também foram produzidas por eles a 20 verstas (1 versta equivale a 1066,8 metros) de Oremburgo na colina Grebenskaya» .

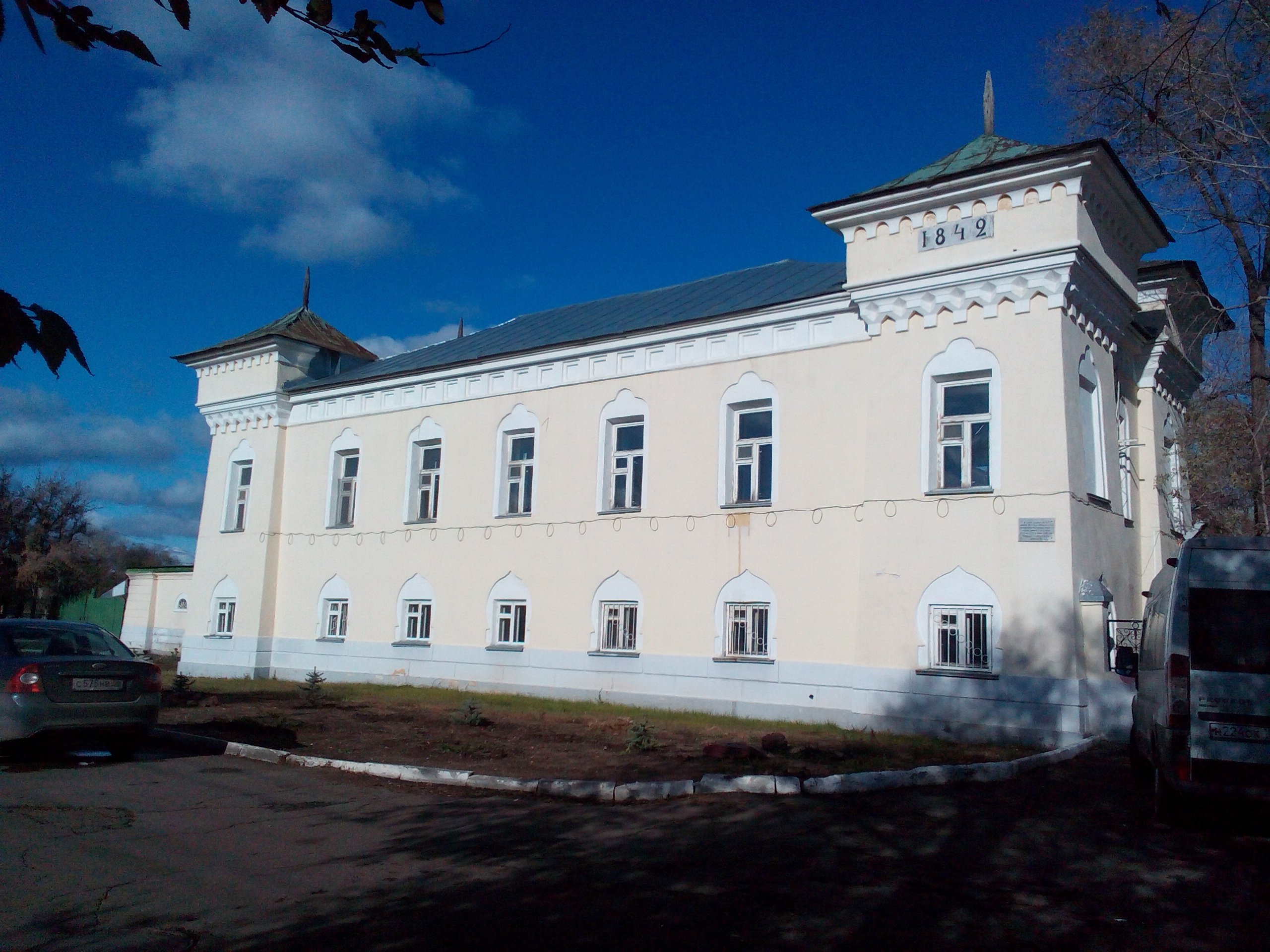
Fachada onde se encontra inscrita a data de finalização do edifício principal: 1842.

A finalização do edifício principal do Caravançarai data de 1842. Algumas instalações do andar superior completaram-se inclusive antes, e em dezembro de 1841 o escritório do comandante do exército Basquir-Mescheriaque já estava alojada nelas. A construção da mesquita e do minarete foi completada em 1842 —segundo outras fontes, em 1844—. O interior da mesquita e o revestimento exterior de azulejos do minarete demoraram bastante tempo. As celebrações que marcaram a inauguração do caravançarai foram programadas para o aniversário do Czar Nicolau I da Rússia e ocorreram em 30 de agosto de 1846. O povo de todo o Bascortostão se reuniu para a celebração. Organizou-se uma grande festa, com refrescos e realizaram-se carreiras tradicionais de basquires. Foram feitas oração na mesquita —o primeiro mulá foi Gataulla Altynguzin—, uns 3.500 feligreses estiveram presentes.

## História
Até 1865, o caravançarai cumpriu com seu propósito: abrigar o escritório do exército cossaco basquir e os jovens basquires eram treinadas. Depois da liquidação da administração do exército basquir em 1865, o caravançarai foi ilegalmente retirados dos basquires. Por ordem do governador V. Obruchev, o edifício passou a abrigar o apartamento e o escritório do chefe da província de Oremburgo, as sedes provinciais e a comissão para a delimitação dos limites basquires. Dois pequenos apartamentos foram deixados para os empregados da mesquita. Isto provocou a indignação dos basquires, e cerca de 10.000 pessoas se somaram à demanda da devolução do complexo caravançarai que se tinha tomado ilegalmente.
Em 1867, o governador N. A. Kryzhanovski pediu que se transladasse a mesquita e o minarete para outro lugar, alegando a inadmisibilidad da proximidade das instituições provinciais com as instituições religiosas muçulmanas. O Ministério do Interior, temendo os distúrbios populares, não deu permissão para o fazer.
O II Congresso Basquir, celebrado em Oremburgo do 20 ao 27 de julho de 1917, discutiu especificamente a questão de devolver aos basquires o caravançarai que o governo zarista lhes tomou e emitiu uma resolução: «O  caravançarai como um edifício construído pelos basquires... o Congresso declara a propriedade nacional do povo basquir». Em agosto de 1917, no curultai (conselho político e militar) dos basquires, propôs-se a questão de devolver o  caravançarai aos basquires: «Exije que este último seja liberto e apresentado ao shuro Central», «instrua ao presidente que declare isto ao comissário Kerensky e Oremburgo». De 16 de novembro de 1917 ao 14 de fevereiro de 1918, o shuro regional (central) basquir alojou-se no  caravançarai.
O presidente do antigo Escritório Regional Basquir e membro do Comissariado de Assuntos Muçulmanos do Comisariado do Povo para os Direitos Humanos, S. Manatov, falou em janeiro de 1918 com V.I. Lenin, o qual, com grande interesse e participação, considerou o projecto de decreto sobre o regresso dos basquires ao caravançarai; perguntou: «O caravasar ainda não foi reinstituído aos basquires?» E depois disse: «devemos renunciar imediatamente». Após ler o rascunho preparado, inseriu a palavra «popular» entre as palavras «Casa Basquir».
O decreto de retorno do caravançarai aos basquires foi aprovado por ordem de Lenin na Delegacia de Assuntos Nacionais em 6 de fevereiro de 1918 e enviado à direção do comitê executivo do Conselho de operários e soldados de Oremburgo, um telegrama: «Faz o favor de publicar informação geral, que de acordo com a decisão da Delegacia de Assuntos Nacionais, a Casa do Povo Basquir e uma mesquita chamada "Caravançarai" em Oremburgo se transferem à disposição total dos trabalhadores basquires na pessoa do Conselho Regional Basquir». De agosto a novembro de 1918, o governo basquires e suas instituições militares localizaram-se novamente no caravançarai. Em 1920, inaugurou-se o Instituto de Educação Pública Basquir no edifício do caravançarai, que mais tarde se transformou no Colégio Pedagógico Basquir.
Em setembro de 1924, o conjunto arquitetônico —exceto os locais da escola técnica pedagógica, que ficou sob a jurisdição de Bascortostão— foi transferido para a província de Oremburgo, que então fazia parte da República Autônoma Socialista Soviética de Quirguistão (1920-1925) —parte do território da que atualmente faz parte Cazaquistão—, e em 1934, com a formação do Oblast de Oremburgo.
De acordo com o decreto do Conselho de Ministros da República Socialista Federativa Soviética de Rússia do 30 de agosto de 1960 № 1327 o "Caravançarai" está classificado como uma categoria de monumentos de arquitectura de importância nacional. Em 10 de junho de 1989, criou-se a sociedade cultural e educativa regional basquir de Oremburgo, cuja uma da tarefas principais foi devolver o complexo de caravançarai ao seu legítimo proprietário: os basquires.
Desde finais dos anos 80 do século XX, os basquires começou a propor a questão da transferência do caravançarai ao povo. Estes requisitos refletiram-se no discurso dirigido aos dirigentes da região de Oremburgo adoptado o 18 de dezembro de 1989 no 1º (IV) Congresso do Centro Popular de Ural basquir, no que se afirmou que era necessário converter o caravançarai num centro cultural dos basquires da região de Oremburgo.
O mesmo tema foi discutido numa reunião do povo basquir na cidade de Ufá, convocada o 10 de maio de 1990 por iniciativa do Centro Popular Ural Basquir e o Clube Cultural Basquir "Aktirma". A resolução da reunião assinalou: «Para garantir que o comitê regional do PCUS, o Conselho de Ministros do BASSR e os sindicatos criativos tomem o controle e satisfaçam as demandas espirituais e culturais dos basquires que vivem em outras regiões e repúblicas do país. Ponha-se em contacto com as autoridades apropriadas das regiões e repúblicas vizinhas ante os órgãos reitores da república para resolver os problemas de assistência para garantir as necessidades culturais e linguísticas da população basquir. Para conseguir a implementação dos requisitos do povo basquir no regresso do caravançarai, a casa do povo basquir».
O Acordo de 19 de abril de 1990 sob a cooperação entre o Oblast de Oremburgo e a República Socialista Soviética Autónoma de Basquir estipulou uma cláusula sobre a necessidade de proporcionar assistência e ajuda ao Comitê Executivo da Cidade de Oremburgo para devolver ao público basquir a Casa do Povo Basquir "caravançarai", restaurar a Escola Pedagógica Basquir e abrigar o Centro Cultural Basquir.
No entanto, a administração do óblast de Oremburgo não intensificou o trabalho nesta direcção. Portanto, o II (V) Congresso de toda a União do Povo Basquir (22-23 de fevereiro de 1991) adoptou uma Resolução especial sobre a Casa do Povo Basquir Caravançarai em Oremburgo. A resolução assinalava: “Os repetidos apelos dos basquires e o Conselho de Ministros da BSSR aos líderes da região e a cidade não encontram entendimento por sua vez. A referência dos líderes da região a qualquer dificuldade não está justificada de jeito nenhum, porque não há razões objetivas para tomar uma decisão sobre a transferência da Câmara aos basquires inclusive dantes de que fossem libertos da instituição que se estabeleceu ali. Expressando a vontade dos basquires. O V Congresso Popular Basquir requer que os líderes da região de Oremburgo e a cidade resolvam de imediato o problema de devolver a caravançarai da Casa Popular Basquir a seu proprietário, os basquires. Unicamente ele deveria ter o direito de decidir como usar este complexo arquitetônico no futuro. O mais provável é que o público basquir decida sobre a organização do centro público e cultural basquir aqui. O V Congresso Popular de Toda a União declara que as autoridades de Oremburgo não têm direito a dispor de uma casa estranha e decidir a quem deixar entrar nesta casa, que organizar ali, etc. Não há alternativa às palavras de Lenin ao devolver a casa aos basquires. Em nome do povo basquir, o congresso declara-o.
Em conformidade com a decisão do congresso em 1992-1994 em Oremburgo em relação ao Caravançarai por iniciativa do centro regional basquir "caravançarai" de Oremburgo e com a participação de representantes das organizações sociopolíticas basquir da República de Bascortostão, realizaram-se manifestações exigindo a transferência do caravançarai ao povo basquir.
Ao mesmo tempo, os líderes da República de República de Bascortostão uniram-se para resolver o problema. Em maio de 1992, o Conselho de Ministros da República de Bascortostão apelou ao chefe da administração da região de Oremburgp, V.V. Elagin, com uma solicitação para considerar a questão de devolver o Caravançarai aos basquires e declarou que estava disposto a receber um reembolso pela restauração do complexo.
Em 25 de maio de 1994, assinou-se um acordo entre o Governo da Federação de Rússia e o Governo da República de Bascortostão, segundo o qual se assumiu que o complexo Caravançarai na cidade de Oremburgo, incluída a mesquita com um terreno, converter-se-ia em propriedade estatal da República de Bascortostão na Federação de Rússia após a coordenação com os organismos executivos e autoridades do Oblast de Oremburgo.
Na atualidade, a Câmara de Comércio e Indústria da Região de Oremburgo e outras organizações estão localizadas no complexo histórico-arquitetônico, e opera uma mesquita. A mesquita é utilizada pela associação religiosa muçulmana "Caravançarai".